# MBROLA
MBROLA è un algoritmo di sintesi vocale, in particolare si tratta di un software sviluppato su un progetto collaborativo a livello mondiale. Originariamente il software era distribuito gratuitamente ma nel solo formato binario, con licenza gratuita per uso personale. Dal 2018 è stato pubblicato con licenza libera GNU AGPL.
Il sito web del progetto MBROLA  mette a disposizione  database di difoni per la sintesi vocale in un numero considerevole di lingue diverse. 
Il software MBROLA non è un sistema text-to-speech completo (generazione del parlato di sintesi a partire da un testo); MBROLA infatti fornisce principalmente i database dei fonemi e dei difoni specifici per una determinata lingua, ma il testo da sintetizzare deve essere già convertito in precedenza in fonemi e in informazioni prosodiche nel formato richiesto dall'algoritmo. Questa conversione preliminare richiede normalmente l'utilizzo di un software a parte e quindi necessita di operazioni aggiuntive.
La qualità della sintesi ottenuta con MBROLA viene considerata più elevata rispetto alla maggior parte dei sintetizzatori basati sui difoni; questo è dovuto in parte al fatto che il sistema si basa su una pre-elaborazione dei difoni (imponendo tonalità e fasi armoniche costanti) che ne migliora la concatenazione degradando in modo minimo la qualità dei segmenti.
MBROLA, così come PSOLA, è un algoritmo nel dominio del tempo, il che implica un carico computazionale molto ridotto durante la sintesi. A differenza di PSOLA, comunque, MBROLA non richiede la marcatura preliminare dei periodi tonali. Questa caratteristica ha reso possibile lo sviluppo del progetto MBROLA attorno all'algoritmo omonimo, grazie al quale molti laboratori di ricerca, ditte o singoli individui di tutto il mondo hanno prodotto database di difoni per molte lingue e tonalità di voce (il cui numero è di gran lunga il più elevato disponibile per un sistema di sintesi vocale); tuttavia ci sono ancora mancanze anche notevoli quali la sintesi vocale del cinese.

## Riferimenti
- Sito del progetto MBROLA, su tcts.fpms.ac.be. URL consultato il 27 maggio 2008 (archiviato dall'url originale il 30 dicembre 2004).
- Usare il software Festival con MBROLA (articolo apparso su Linux magazine):